# Mercateum

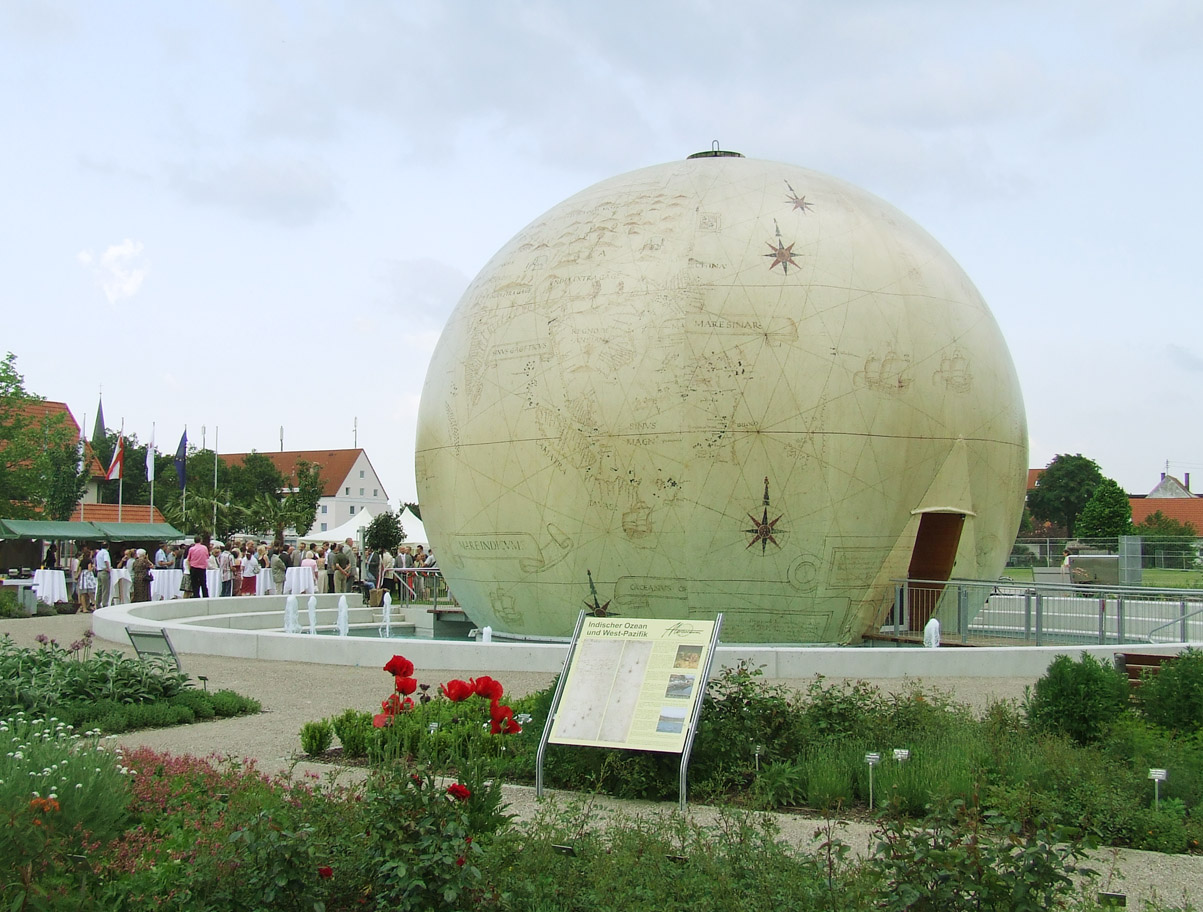
Das Mercateum in Königsbrunn (2008)

Das Mercateum ist der größte auf historischer Kartografie beruhende Globus der Welt und befindet sich in Königsbrunn im bayerischen Landkreis Augsburg. Es ist ein offizielles Denkmal für die Handelsbeziehungen zwischen Schwaben und Franken auf der einen und Indien auf der anderen Seite. Der Name Mercateum steht für das Thema Handel (von lat. Mercator = Händler, Kaufmann) und für den bedeutenden Kartographen Gerhard Mercator.

## Geschichte
Initiator des Mercateums war der in Königsbrunn lebende Kulturwissenschaftler Wolfgang Knabe, der die historischen Handelsrouten der Augsburger und Nürnberger Handelshäuser zu Land und Wasser auf fünf Land- und drei Schiffsexpeditionen mit seinem Forschungsschiff Mercator nachvollzogen hat. Der Bau des Mercateums wurde von der Bayerischen Staatskanzlei und der Stadt Königsbrunn finanziert.
Nach einer ersten Präsentation 2005 auf dem Marstallplatz in München zum Jubiläum der 500-jährigen Handelsbeziehungen mit Indien (1505–2005) fand das Mercateum im Zentrum der Stadt Königsbrunn seinen endgültigen Standort auf einem eigens dafür angelegten Platz zwischen dem ehemaligen Freizeitbad Königstherme und dem Gymnasium. Es wurde am 30. Mai 2008 offiziell für den Publikumsverkehr eröffnet.
Der ursprüngliche Aufdruck auf der Oberfläche des Globus war stark ausgeblichen und teilweise nur noch schwer lesbar. Im Herbst 2016 wurde deshalb der Farbaufdruck erneuert.

## Der Globus

Die Weltkarte Diego Riberos (1529)

Die gesamte äußere Hülle des Globus ist mit einer Weltkarte bedruckt, die der spanische Kosmograph Diego Ribero im Februar/März 1529 vollendet hat. Sie diente Kaiser Karl V. für die Lösung der Molukkenfrage (ob die damals als Gewürzinseln bekannte indonesische Inselgruppe dem spanischen oder portugiesischen Teil der Welt zuzurechnen sei) und war die erste komplette Welthandelskarte. Laut Eigenbeschreibung enthält sie „alles, was von der Welt entdeckt worden ist bis heute“. Die letzten von Spaniern gemachten Entdeckungen im Pazifik sind hierin bis zum Jahre 1525 vermerkt. Die Zahl der in der Karte namentlich bezeichneten Landmarken wird auf annähernd 3000 geschätzt.
Das Original, eine auf Pergament gezeichnete Portolankarte, die 204,5 cm × 85 cm misst und sich heute in den Vatikanischen Archiven befindet, wurde projektionsgetreu in eine Kugelgestalt umgerechnet und dabei um das 260-Fache vergrößert – ein Verfahren, das nur bei wenigen historischen Karten möglich ist und in dieser Größe zum ersten Mal unternommen wurde. Bei der Umrechnung einer flachen, zweidimensionalen Karte in eine Kugelform musste im Grunde die Kartenprojektion des Kartografen wieder rückgängig gemacht und die Karte auf diese Weise „entzerrt“ werden.
Das 10 Meter hohe Bauwerk ist eine neuartige Form des Membranbaus. Das Grundgerüst bildet eine auf einem Stahlskelett errichtete Knoten-Stab-Konstruktion aus Holz, die mithilfe einer speziellen Verbundankertechnik ausgeführt wurde. Diese Konstruktion trägt die 452 Quadratmeter große Außenhülle. Diese besteht aus einer zweilagigen Membran mit einem luftgestützten Zwischenraum, der außen eine perfekte Kugelform ermöglicht – ganz ohne die Notwendigkeit einer Luftschleuse für den Zugang ins Innere.
Der Globus steht auf einer Plattform. Er ist von einem Wasserbecken umgeben und kann über zwei Stege betreten werden. Im Inneren verbinden Treppen fünf Ebenen, auf denen die Ausstellungsstücke des Museums präsentiert werden. 
Außen erläutern Informationstafeln die einzelnen Hemisphären und Besonderheiten von Riberos Karte. 

## Das Museum

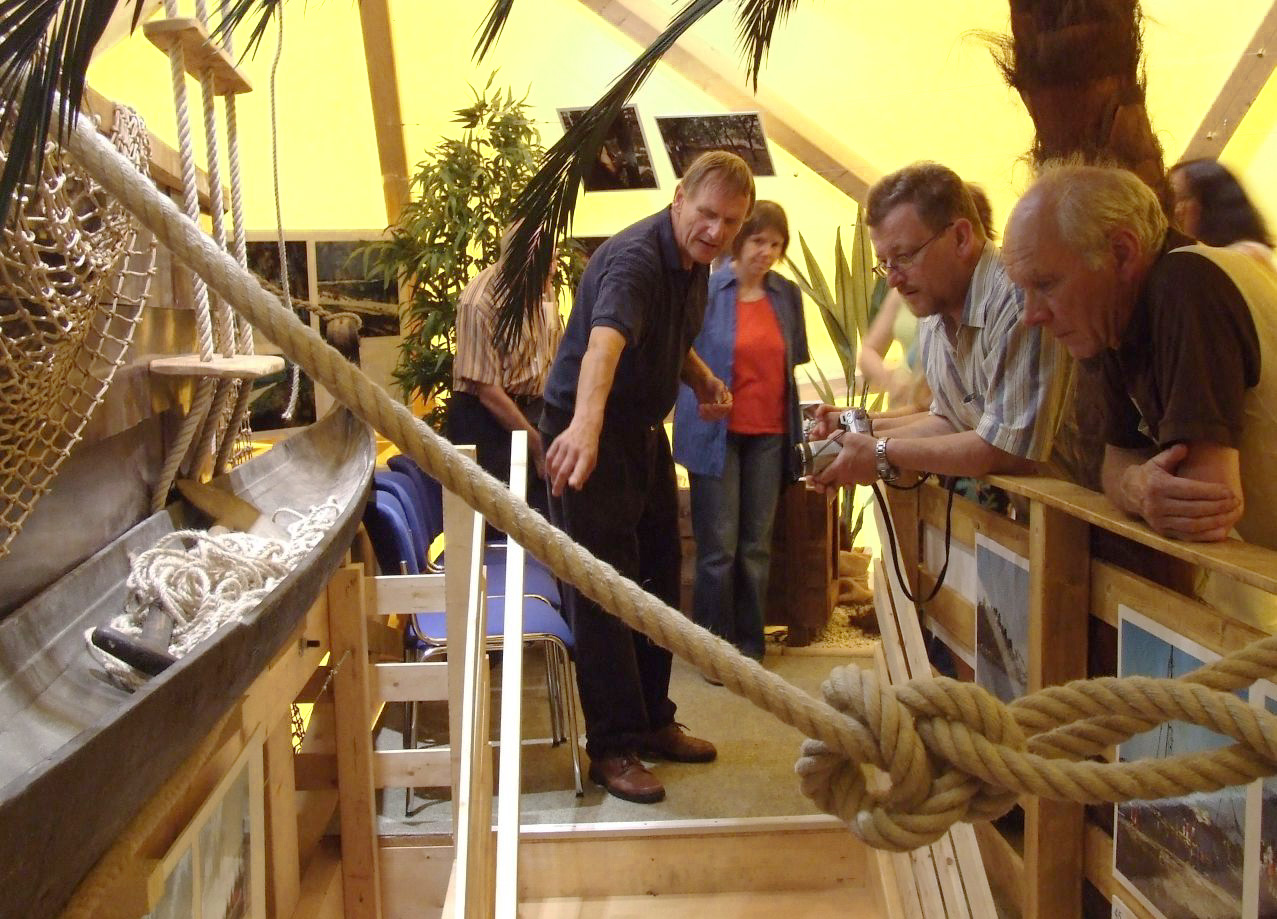
Besucher im Mercateum, oberste Ebene

Im Inneren des Mercateums dokumentiert die Hauptausstellung Aus Indien und vom Ende der Welt die Anfänge und Blütezeit des Fernhandels über die sogenannte „Straße nach Italien“, die im 16. Jahrhundert von Viborg (Dänemark) über Erfurt, Nürnberg, Augsburg und Landsberg zum Brennerpass führte. Von dort lief der Hauptverkehr nach Venedig; eine Abzweigung führte über Verona und Mailand nach Genua und die Pilgerroute nach Rom. Zwischen Augsburg und Landsberg war die aus der Via Claudia Augusta hervorgegangene „Straße nach Italien“ über das Gebiet der heutigen Stadt Königsbrunn über Jahrhunderte die am stärksten frequentierte Verkehrsader Mitteleuropas. Die Augsburger Handelsdynastien der Fugger und Welser spielten eine zentrale Rolle bei diesem historischen Fernhandel.
Weitere Ausstellungsstücke zeigen die historische Kartografie: eine Kopie der Tabula Peutingeriana, der ersten Straßenkarte Europas von Erhard Etzlaub aus dem Jahr 1501, und eine Replik von Martin Behaims Erdapfel, dem ältesten noch erhaltenen Erdglobus von 1490–1493.

## Bildergalerie

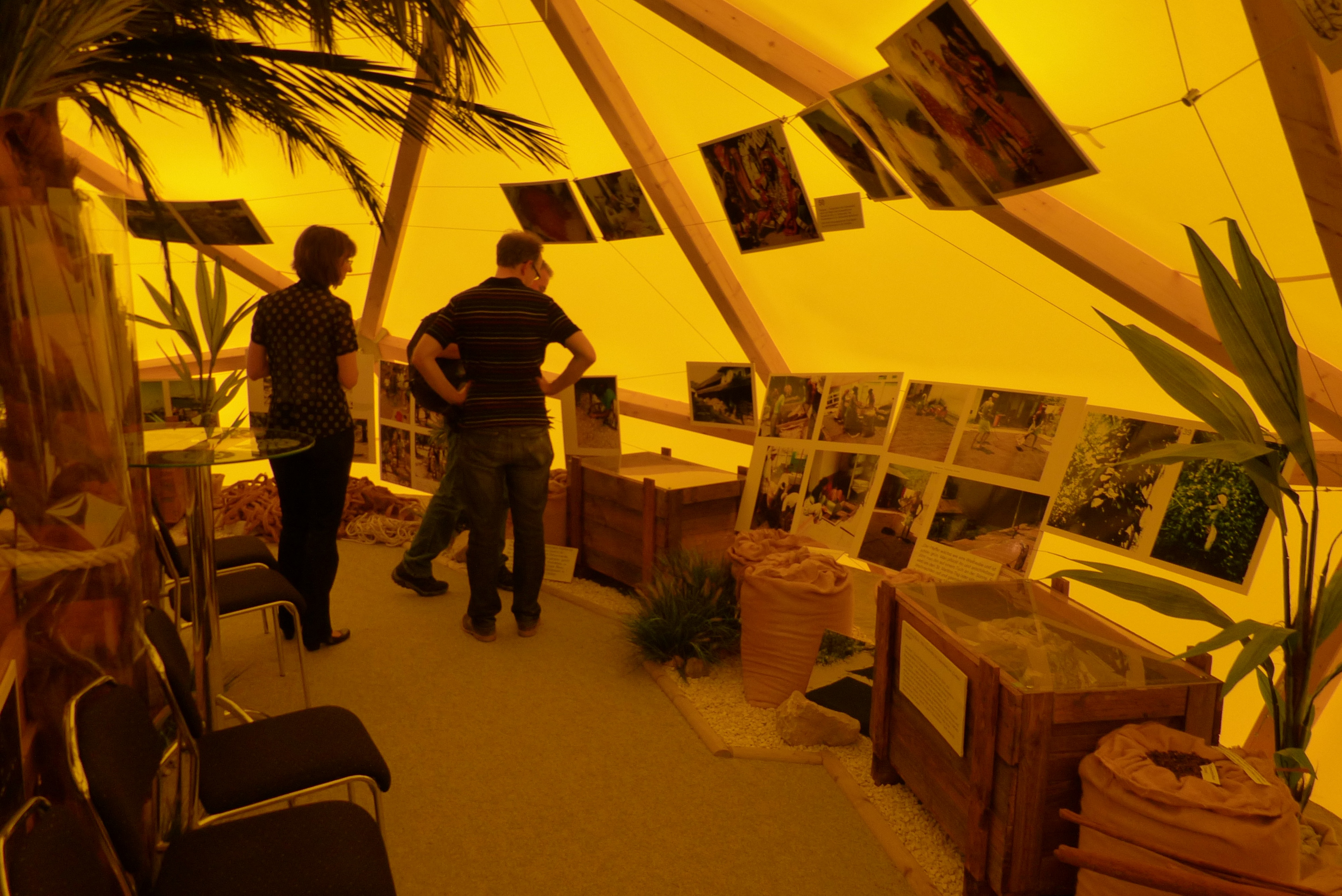
Im Mercateum
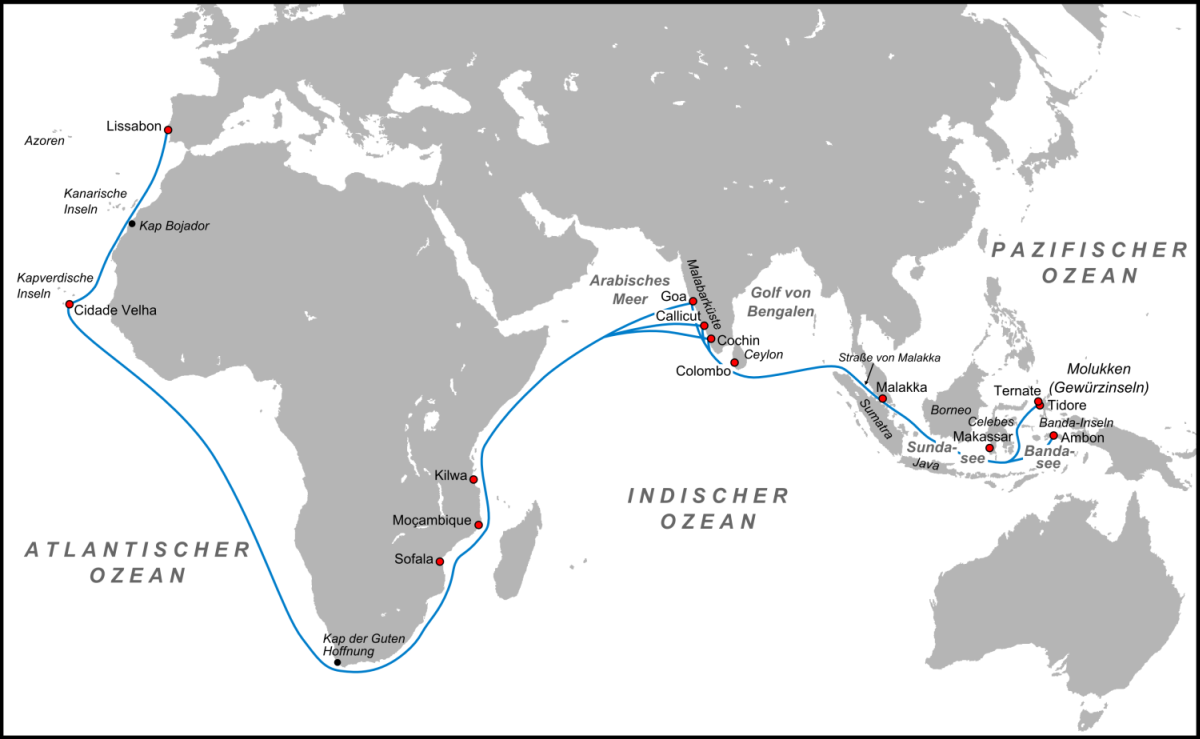
Die Gewürzroute im 15. und 16. Jahrhundert
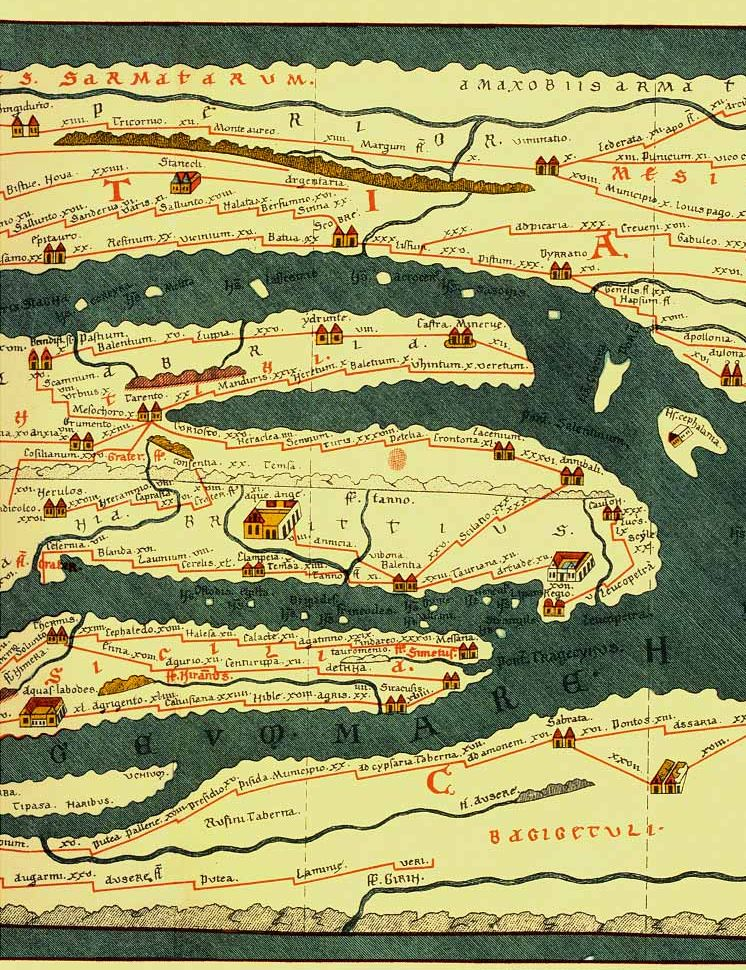
Ausschnitt der Tabula Peutingeriana
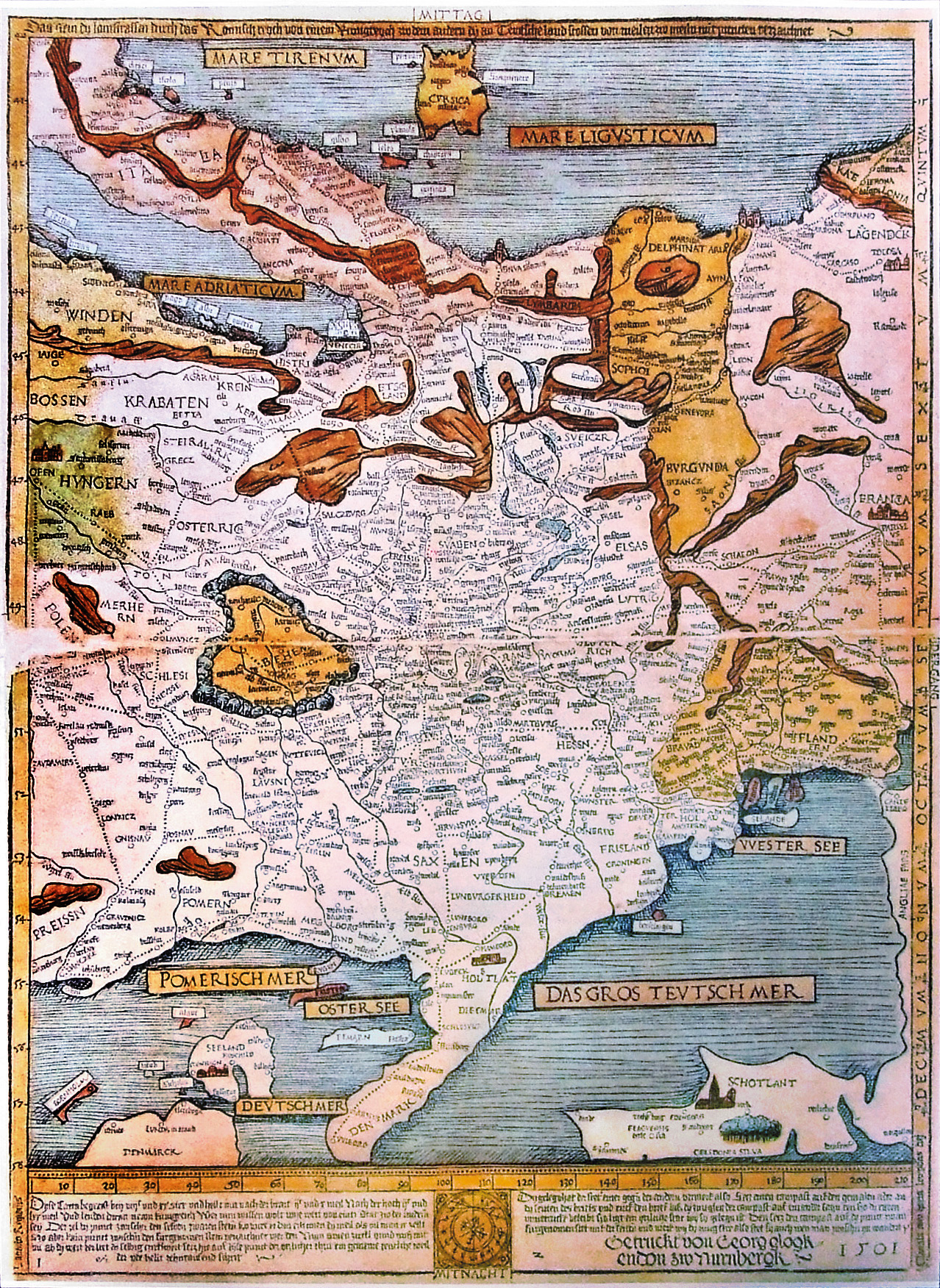
Europakarte von Erhard Etzlaub (nach Süden orientiert)
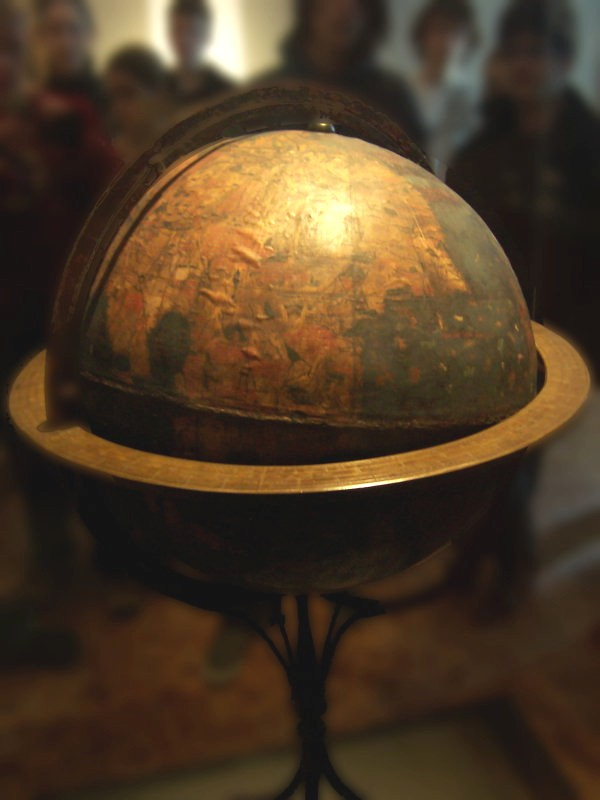
Behaims Erdapfel

## Mercateumspreis
Der 2008 ins Leben gerufene und von einem Geldinstitut finanzierte Mercateumspreis wird an Personen verliehen, die sich in besonderer Weise der praxisorientierten Forschung auf den Spuren des historischen interkontinentalen Handels und der Untersuchung von See- oder Land-Fernverbindungen gewidmet haben. Die bisherigen Preisträger sind:
- 2008: Dominique Görlitz, Experimentalarchäologe
- 2009: Dieter Noli, im Diamantensperrgebiet der Wüste Namib arbeitender südafrikanischer Archäologe
- 2012: Burghard Pieske, Abenteurer und Weltumsegler[3]